# Rhyacophila bonaparti
Rhyacophila bonaparti là một loài Trichoptera trong họ Rhyacophilidae. Chúng phân bố ở miền Cổ bắc.